# Župnija Ljubljana – Marijino oznanjenje
Župnija Ljubljana – Marijino oznanjenje je rimskokatoliška teritorialna župnija Dekanije Ljubljana - Center nadškofije Ljubljana. Župnijska cerkev je posvečena Marijinemu oznanjenju. Za župnijo skrbijo frančiškani že skoraj od same ustanovitve.
Iz nje so se v 20. stoletju razvile sosednje župnije Šiška, Vič in Bežigrad, ki jih tudi upravljajo frančiškani, ter župnija Svete Trojice pri uršulinskem samostanu, ki je v upravi škofijske duhovščine.
Župnija ima podružnično cerkev Marijinega obiskanja na Rožniku.
V sklopu župnije deluje tudi Frančiškanski družinski inštitut in Center Frančiškanske mladine.